# Rotation Curation
Rotation Curation, även #RotationCuration, är konceptet att rotera talespersonen på ett sociala medier-konto med ett bredare omfång, till exempel en plats, ett land, en organisation eller liknande. Konceptet tillämpas främst på Twitter, men finns även på andra plattformar som Instagram.

## Bakgrund
Konceptet startades den 10 december 2011 när Svenska Institutet och VisitSweden lanserade Curators of Sweden. Projektet låter en ny svensk person varje vecka att hantera det officiella twitterkontot @Sweden med målsättningen att manifestera svensk mångfald och progressivitet.
Idén uppmärksammades i medier runtom i världen och inspirerade en mängd liknande projekt. Twitterkontot @PeopleofLeeds lanserades den 15 januari 2012, där invånare i Leeds representerar sin stad. Den 18 januari samma år startade kontona @WeAreAustralia och @TweetWeekUSA, följda av @CuratorsMexico och @BasquesAbroad den 21 januari. Samtliga är inofficiella konton utan statlig inblandning och utgör grunden i idén: att låta officiella samt inofficiella projekt, länder, städer eller kultur-, samt företags- och föreningsgrupper rotera sina talespersoner, kuratorer, varje vecka.
Initialt föreföll de flesta av dessa projekt vara platsbundna och därför skapades hashtaggen #LocationCuration för att samla dem. När allt fler företag, organisationer och intressegrupper anslöt, var plats inte längre en gemensam nämnare. Eftersom alla har gemensamt att de roterar varje vecka, enades deltagare på Twitter att kategorisera konceptet Rotation Curation istället. Uttrycket #RotationCuration myntades av användaren @auldzealand den 22 mars 2012.

## Lista över Rotation Curation–projekt
Länder
- Sverige – @sweden[10] (Official account)
- Australien – @WeAreAustralia
- USA – @TweetWeekUSA
- Mexiko – @CuratorsMexico
- Storbritannien – @PeopleofUK
- Irland – @Ireland
- Nya Zeeland – @NewZealand
- Ukraina – @WeAreUkraine
- Frankrike – @weareFrance
- Österrike – @WeAreAustria
- Fiji – @WeAreFiji
- Ryssland – @WeAreRussia
- Tyskland – @I_amGermany
- Filippinerna – @WeAreFilipinos
- Syrien – @TweetWeekSyria
- Pakistan – @iam_pakistan
- Malaysia – @twt_malaysia
- Singapore – @hellofrmSG
- Danmark – @denmarktweets
- Nederländerna – @Netherlanders[11]
- Kina – @curatorchina
- Wales – @Pobol_Y_Cymru
- Förenade Arabemiraten – @weareUAE
- Marocko – @ MoroccoCuration
- Cypern - @JustACypriot
- Italienska - @I_am_Italy
- Katalonien - @CatalanVoices

Städer, kommuner och områden
- München, Tyskland – @MunichLovesU
- Södermalm, Sverige – @SodermalmSweden (parody)
- Bristol, England – @Bristol52
- Northumberland, England – @VisitNland (Official account)
- Leeds, England – @PeopleofLeeds
- London, England – @londonisyours
- Harrogate, England – @PeopleofHGT
- Isle of Wight, England – @UKIsleofWight
- Hessle, England – @HessleTweets
- Fairfax County, Virginia, USA – @ffxrider
- New York City, USA – @TweetWeekNYC
- Minnesota, USA – @TweetWeekMN
- Vermont, USA – @THISISVT[12] (Official account)
- Portland, Oregon, USA – @PeopleofPDX
- Bangkok, Thailand – @Bangkoking
- Manila, Filippinerna – @TweetWeekManila
- Negrénse, Filippinerna – @IamNegrense
- Dresden, Tyskland – @WeAreDresden
- Hamburg, Tyskland – @WeareHH
- Bremen, Tyskland – @Iam_Bremen
- Ingolstadt, Tyskland – @Mein_Ingolstadt
- Mumbai, Indien – @WeAreMumbai
- Toronto, Kanada – @AnotherToronto

Kultur– och folkgrupper
- Sverigefinländare - @Ruotsi
- Australiska urinvånare – @IndigenousX
- Basker (globalt) – @BasquesAbroad
- GLBTQ (globalt) – @weRnormal
- Shiamuslimer (globalt) - @AllAboutShias
- Frankofoner (globalt) - @francotweets
- Katalonien - @CatalanVoices

Företag och organisationer
- Forsbergs skola – @ForsbergsSkola
- Livemint writers – @Mint_In
- Financial Times – @FTinsider
- Earth’s Climate – @iamclimate
- University of Michigan – @UmichStudents
- Hejorama – @hejorama (Instagram)
- Jönköping – @jkpg (Instagram)